# Языки Андорры

Языки Андорры

Национальный язык Андорры (он же официальный) — каталонский, принадлежащий к романской группе индоевропейских языков. Но он является родным менее чем для трети современных жителей Андорры (31,4 %), при том что относительное большинство считает родным близкородственный кастильский (испанский) язык (35,9 %). Среди других родных языков выделяются окситанский (14,7 %) и французский (7,8 %). Три языка — каталонский, испанский и французский — употребляются в системе школьного образования. В повседневном общении и деловой сфере используются преимущественно два основных языка — каталонский (58,3 %) и испанский (37,3 %). Значительная часть андоррцев владеют тремя и более языками. Тем не менее, Андорра — одна из немногих европейских стран (вместе с Францией, Монако, Турцией и прибалтийскими республиками), которые не подписали Рамочную конвенцию о защите языков национальных меньшинств.

## Родные языки и языки общения в Андорре
Языковая ситуация в современной Андорре сложна и многообразна. До начала XX века страна оставалась преимущественно каталаноязычной, хотя в образованных кругах употреблялись французский и в меньшей степени испанский языки. Свой нынешний многоязычный характер страна приобрела в XX веке в результате массовой иммиграции испано- и окситаноязычных групп. Андорра де-юре одноязычна (официальным и государственным является каталонский язык), де-факто двуязычна (каталоно-испанское двуязычие), при наличии других языков, имеющих как полуофициальный (французский язык), так и неофициальный (португальский, баскский, арабский, английский, турецкий и прочие) статус. Несмотря на официальный статус каталонского, в стране существует три языковых системы образования (андоррская на каталонском языке, испанская и французская), субсидируемые соответственно министерствами образования Андорры, Франции и Испании. Из-за близости Испании, а также притока испаноязычных латиноамериканцев в последние годы, испанский язык занимает важные позиции, хотя языковая политика официального правительства Андорры направлена на укрепление позиций каталонского языка, так как Андорра — единственная независимая страна в мире, чей официальный язык — каталонский.
|                                                                       | Родной язык | Язык общения |
| --------------------------------------------------------------------- | ----------- | ------------ |
| Каталонский                                                           | 31,4 %      | 43,8 %       |
| Испанский                                                             | 35,9 %      | 32,8 %       |
| Испанский и каталонский в равной степени                              | 1,5 %       | 2,7 %        |
| Окситанский                                                           | 14,7 %      | 7,6 %        |
| Французский                                                           | 7,8 %       | 7,1 %        |
| Прочие                                                                | 8,7 %       | 6,0 %        |
| Источник: Правительство Андорры. языковые данные по состоянию на 2004 |             |              |

Но по данным более субъективного опроса, исследовавшего использование жителями того или иного языка и отношения к нему (2005 год), языковая ситуация в стране характеризовалась следующими данными:
|                                                                | Родной язык | Язык общения |
| -------------------------------------------------------------- | ----------- | ------------ |
| Каталонский                                                    | 38,8 %      | 58,3 %       |
| Испанский                                                      | 35,4 %      | 37,3 %       |
| Окситанский                                                    | 15 %        | 3,5 %        |
| Французский                                                    | 5,4 %       | 2,2 %        |
| Прочие                                                         | 8,7 %       | 6,0 %        |
| Источник: По данным анкетирования населения Андорры — 2005 год |             |              |

Подобное несоответствие между декларируемым родным языком и основным языком общения объясняется частичной ассимиляцией ряда иммигрантов в каталоноязычную среду. Укрепление позиций каталонского языка (число употребляющих его на 20 процентных пунктов превосходит число считающих его родным) во многом происходит благодаря его усилению в соседней а.о. Каталония, которая входит в состав королевства Испания. Процессы ассимиляции практически не затрагивают вторую по численности в стране испаноязычную общину, представители которой поддерживают использование испанского языка на высоком уровне. Испанским пользуются также ряд лузофонов и франкофонов и др.
Определить погрешность данных сложно из-за многоязычного характера населения Андорры, однако чётко вырисовываются следующие тенденции. В первую очередь это падение (в официальной статистике) из поколения в поколение доли считающих каталонский родным, а также использующих его как основной язык работы и общения, несмотря на рост доли знающих и понимающих его:

### Родной язык
- В группе 15-29 лет: 22,9 % каталонский; 42,9 % испанский; 1,1 % катал. и исп.; 22,1 % окситанский; 6,6 % французский, 4,4 % другие.
- В группе 65 и старше: 51,1 % каталонский; 20,5 % испанский; 1,5 % катал. и исп.; 1,4 % окситанский; 6,7 % французский, 18,8 % другие.

### Используемый (разговорный) язык
- В группе 15-29 лет: 30,5 % каталонский; 47,4 % испанский; 1,1 % катал. и исп.; 10,9 % окситанский; 7,5 % французский, 2,6 % другие.
- В группе 65 и старше: 64,7 % каталонский; 15,1 % испанский; 2,3 % катал. и исп.; 1,4 % окситанский; 6,7 % французский, 9,9 % другие.

## Сфера образования
С целью поддержки каталонского языка в Андорре правительство усиливает субсидирование каталоноязычных школ, а также проводит частичную каталонизацию испаноязычных школ, так как именно испанский язык оказывает на каталонский наибольшее давление. . За 2003—2007 годы число школьников в каталоноязычных школах увеличилось с 2.966 до 3.911, в процентном выражении 29,3 % до 36,0 %. В испаноязычных школах число учеников (ранее самых многочисленных) сократилось с 3.587 (35,4 %) до 3.390 (31,2 %) и они отошли на третье место по популярности. Французские школы продолжают пользоваться популярностью несмотря на низкую (5-7 %) долю носителей французского языка в стране: 3.575 (35,3 %) и 3.549 (32,7 %), стабильно удерживая вторую позицию. . Увеличение количества детей в каталоноязычных школах не в последнюю очередь связано с необходимостью подготовить детей к образованию на каталонском языке, поскольку основанный в 1997 году Университет Андорры (основные специализации — информатика и медицина) является исключительно каталоноязычным.

## Каталонский
Каталонский — единственный государственный язык Андорры. Язык также является историческим и традиционным языком страны, используемым правительством, телевидением, радио и другими национальными СМИ, а также основным языком людей, живущих в среде андоррцев, которая составляет 33 % от общей численности населения.
Каталонский — также главный язык для 25 % испанских иммигрантов (которые составляют 43 % от общего населения Андорры), что иммигрировали, как правило, начиная с 1985 г. из соседней Каталонии (Испания) (где каталонский — один из официальных языков).

## Испанский
Испанский — главный язык для 70 % испанских национальных иммигрантов (остальные 5 % говорят на астурийском языке). Большинство испанцев прибыло в страну в период 1955—1985 гг., бежав от бедности из Южной Испании, западных и центральных регионов Иберийского Полуострова и индустриального кризиса промышленности металлургии рядом с Бискайской бухтой (Астурия, Кантабрия, Галисия и т. д.).
В 1993 Конституция Андорры страны была апробирована. С того времени испанский язык, используемый большинством населения, живущего в стране, изменил свой статус и сейчас — язык национального меньшинства (составляя около 40 % от населения). Возможно изучение языка в школе, если родители выбирают испаноязычную форму образования.

## Окситанский
Аналогичная ситуация бедности, сложившаяся в южной Окситании, привела к огромному течению миграции в Андорру в период 1960—1980 гг., увеличив португальское население до 15 % от общего населения княжества.

## Французский
Французы составляют 7 % от общего населения Андорры. Это люди, привлечённые низкими налогами, дешёвой стоимостью проживания, вакансии в развитой туристической сфере. Возможно изучение языка в школе, если родители выбирают франкоязычную форму образования.